# Władysław Poliński

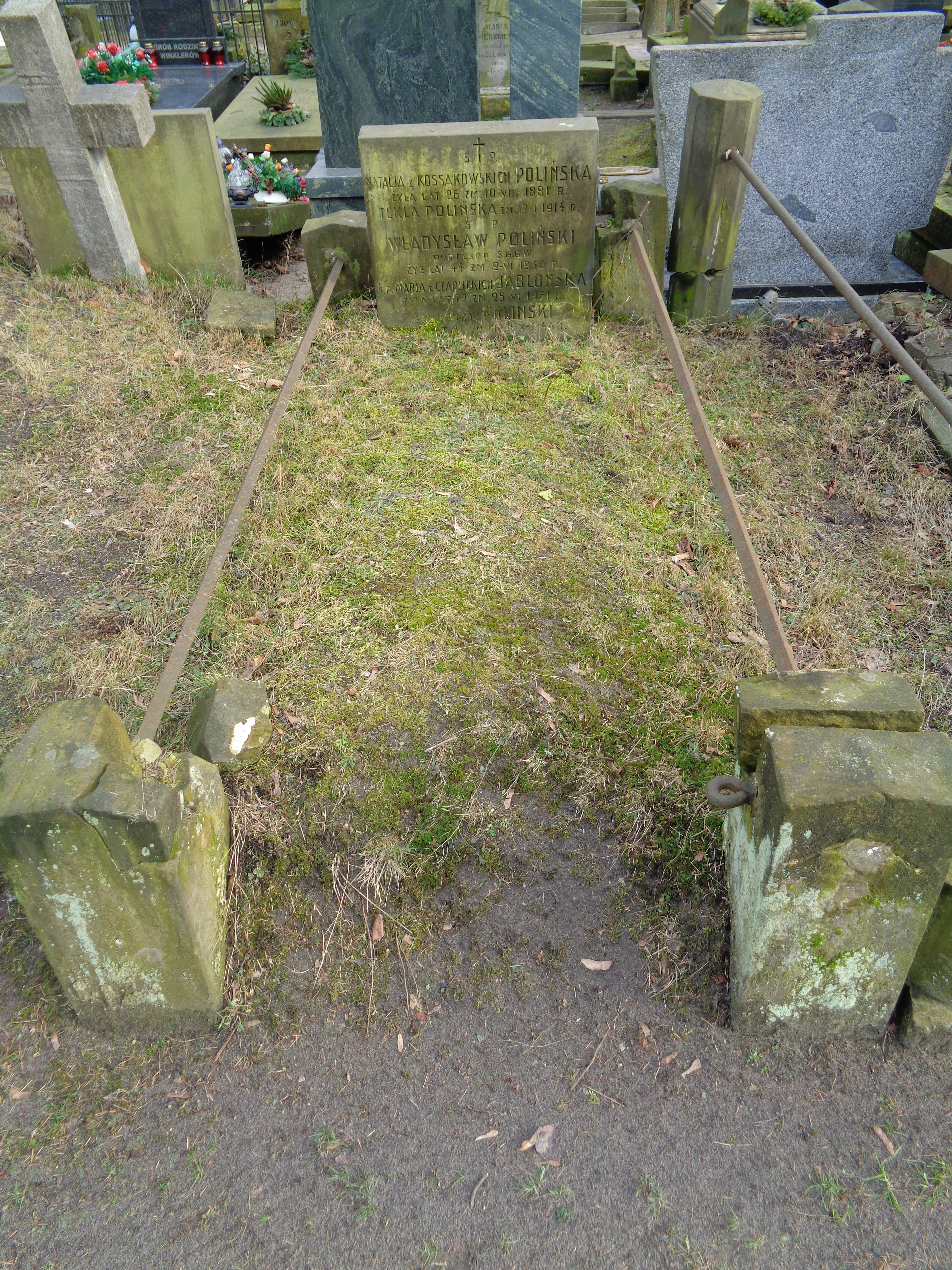
Grób Władysława Polińskiego na cmentarzu Powązkowskim

Władysław Karol Aleksander Poliński (ur. 22 czerwca 1885 w Warszawie, zm. 2 czerwca 1930 tamże) – polski zoolog i malakolog.

## Życiorys
Syn historyka i krytyka muzycznego Aleksandra Polińskiego i Wandy z domu Adelsztein. W 1904 rozpoczął studia na Wydziale Fizyczno-Matematycznym Uniwersytetu Warszawskiego, ale po przyłączeniu się do bojkotu carskich uczelni wyjechał do Krakowa i kontynuował naukę na Wydziale Filozoficznym Uniwersytetu Jagiellońskiego. Jego zainteresowania obejmowały anatomię porównawczą i zoologię, równocześnie pracował w kierowanym przez prof. Henryka Hoyera Zakładzie Anatomii Porównawczej. W 1911 przedstawił pracę Badania nad rozwojem podskórnych naczyń limfatycznych ssawców, a w szczególności bydła rogatego i uzyskał tytuł doktora filozofii w zakresie zoologii. Pozostał na uczelni na stanowisku demonstratora w Zakładzie Anatomii Porównawczej, przedmiotem jego badań były mięczaki, ich wynikiem było przygotowanie do 1914 jedenastu rozpraw oraz gotowej do druku pracy Materyały do fauny malakozoologicznej Królestwa Polskiego, Litwy i Polesia. Od 1912 należał do Związku Strzeleckiego, w sierpniu 1914 zgłosił się ochotniczo do I Brygady Legionów i w randze podporucznika walczył początkowo na Kielecczyźnie, a następnie na Wołyniu. Postępująca choroba serca spowodowała przeniesienie go do rezerwy w 1917. Po zakończeniu I wojny światowej został powołany na stanowisko kustosza Państwowego Muzeum Zoologicznego. W 1921 przedstawił na Uniwersytecie Jagiellońskim pracę habilitacyjną i uzyskał stopień docenta, do 1926 prowadził zlecone wykłady z faunistyki i zoogeografii Polski. Od 1922 wykładał i prowadził ćwiczenia z zoologii leśnej w Szkole Głównej Gospodarstwa Wiejskiego. W 1926 zakończył pracę na Uniwersytecie Jagiellońskim i został wykładowcą w Wolnej Wszechnicy Polskiej, w 1929 zrezygnował z pracy kustosza i rozpoczął pracę jako profesor zoologii i kierownik Zakładu Zoologii w Szkole Głównej Gospodarstwa Wiejskiego. Zmarł na serce, spoczywa na cmentarzu Powązkowskim (kwatera 20-4-19).

## Dorobek naukowy
Dorobek naukowy Władysława Polińskiego obejmuje czterdzieści sześć prac naukowych dotyczących mięczaków, kręgowców, owadów oraz wypławków, szczególną uwagę poświęcał ślimakom. Wśród tych prac znajdują się również wyniki badań dotyczących anatomii, zoogeografii i systematyki ślimaków żyjących w Jeziorze Ochrydzkim. Należał do grona inicjatorów i redaktorów ukazującego się od 1921 do 1929 Podręcznika do zbierania i konserwowania zwierząt należących do fauny polskiej (ukazało się siedem tomów). Należał do Komisji Fizjograficznej i Anatomicznej Polskiej Akademii Umiejętności, Polskiego Towarzystwa Przyrodników im. Mikołaja Kopernika, Polskiego Towarzystwa Anatomiczno-Zoologicznego, a także do Deutsche Malakozoologische Gesellschaft i Conchological Society of Great Britain & Ireland.

## Ordery i odznaczenia
- Krzyż Niepodległości (15 kwietnia 1932)[6]